# Marc Alcalà Ibáñez
Marc Alcalà Ibáñez (Barcelona, 7 de novembre de 1994) és un corredor de mitja distància català, especialitzat en els 1.500 metres llisos. Va representar Espanya al Campionat del Món d'atletisme en pista coberta de 2016, no arribant a la final per ben poc. A més, va guanyar la medalla d’or al Campionat Europeu d'Atletisme Sub-23 2015.
El 2018 va guanyar la Cursa Bombers de Barcelona, de 10 kilòmetres, amb un temps de 29' 29''.